# Duas Caras
Duas Caras är en brasiliansk såpopera (från åren 2007–2008).

## Medverkande
| Skådespelare              | Roll                                                    |
| ------------------------- | ------------------------------------------------------- |
| Marjorie Estiano          | Maria Paula Fonseca do Nascimento                       |
| Dalton Vigh               | Marconi Ferraço (Adalberto Rangel / Juvenaldo Ferreira) |
| Alinne Moraes             | Sílvia (Maria Sílvia Barreto Pessoa de Moraes)          |
| Antônio Fagundes          | Juvenal Antena (Juvenal Ferreira dos Santos)            |
| Susana Vieira             | Branca Maria Barreto Pessoa de Moraes                   |
| Renata Sorrah             | Célia Mara de Andrade Couto Melgaço                     |
| Débora Falabella          | Júlia de Queiroz Barreto Caó dos Santos                 |
| Lázaro Ramos              | Evilásio Caó dos Santos                                 |
| José Wilker               | Francisco Macieira                                      |
| Marília Pêra              | Gioconda de Queiroz Barreto                             |
| Stênio Garcia             | Barretão (Paulo de Queiroz Barreto)                     |
| Flávia Alessandra         | Alzira de Andrade Correia                               |
| Marília Gabriela          | Guigui (Margarida McKenzie Salles Prado)                |
| Betty Faria               | Bárbara Carreira                                        |
| Susana Ribeiro            | Edivânia                                                |
| Letícia Spiller           | Maria Eva Monteiro Duarte                               |
| Vanessa Giácomo           | Luciana Alves Negroponte                                |
| Caco Ciocler              | Cláudius Maciel                                         |
| Marcos Winter             | Narciso Tellerman                                       |
| Oscar Magrini             | Gabriel Duarte                                          |
| Paulo Goulart             | Heriberto Gonçalves                                     |
| Eriberto Leão             | Ítalo Negroponte                                        |
| Eri Johnson               | Zé da Feira (José Carlos Caó dos Santos)                |
| Bárbara Borges            | Clarissa de Andrade Couto Melgaço                       |
| Juliana Knust             | Débora Vieira Melgaço                                   |
| Thiago Mendonça           | Bernardinho (Bernardo da Conceição Júnior)              |
| Totia Meirelles           | Jandira Alves                                           |
| Leona Cavalli             | Dália Mendes                                            |
| Wolf Maya                 | Geraldo Peixeiro                                        |
| Ivan de Almeida           | Misael Carpinteiro (Misael Caó dos Santos)              |
| Otávio Augusto de Azevedo | Antônio José Melgaço                                    |
| Rodrigo Hilbert           | Ronildo (Guilherme McKenzie Salles Prado)               |
| Ricardo Blat              | Inácio Lisboa                                           |
| Dudu Azevedo              | Barretinho (Paulo de Queiroz Barreto Filho)             |
| Ângelo Antônio            | Dorgival Correia                                        |
| Mara Manzan               | Amara                                                   |
| Nuno Leal Maia            | Bernardo da Conceição                                   |
| Alexandre Slavieiro       | Heraldo Carreira                                        |
| Chica Xavier              | Mère Bina (Setembrina Caó dos Santos)                   |
| Flávio Bauraqui           | Ezequiel Caó dos Santos                                 |
| Juliana Alves             | Gislaine Caó dos Santos                                 |
| Armando Babaioff          | Benoliel da Conceição                                   |
| Sheron Menezes            | Solange Couto Ferreira dos Santos Maciel                |
| Cris Vianna               | Sabrina Soares da Costa de Queiroz Barreto              |
| Jackson Costa             | Waterloo de Sousa                                       |
| Marcela Barrozo           | Ramona Monteiro Duarte                                  |
| Júlia Almeida             | Fernanda Carreira da Conceição                          |
| Guida Viana               | Lenir (Elenir)                                          |
| Júlio Rocha               | JB (João Batista da Conceição)                          |
| Cristina Galvão           | Lucimar                                                 |
| Josie Antello             | Amélia Caó dos Santos                                   |
| Viviane Victorette        | Nadir                                                   |
| Teca Pereira              | Nanã                                                    |
| Roberto Lopes             | Gilmar                                                  |
| Wilson de Santos          | Jojô (Josélio)                                          |
| Sérgio Vieira             | Petrus Monteiro Duarte                                  |
| Diogo Almeida             | Rudolf Stenzel                                          |
| Débora Olivieri           | Adelaide                                                |
| Adriana Alves             | La comtesse de Finzi-Contini (Morena)                   |
| Adriano Garib             | Silvano                                                 |
| Alexandre Liuzzi          | Dagmar                                                  |
| Paulo Serra               | Ignácio Guevara                                         |
| Dani Ornellas             | Joseane                                                 |
| Prazeres Barbosa          | Shirley                                                 |
| Adriano Dória             | Marcha Lenta                                            |
| Marilice Consenza         | Socorro                                                 |
| Antônio Firmino           | Apolo                                                   |
| Guilherme Duarte          | Zidane                                                  |
| Luciana Pacheco           | Denise                                                  |
| Eduardo Lara              | Frango Veloz                                            |
| Laura Proença             | Vesga (Salete Costa)                                    |
| Leandro Ribeiro           | Osvaldo                                                 |
| Raquel Fuina              | Victória (Dóris)                                        |
| Herson Capri              | João Pedro Pessoa de Moraes (Joca)                      |
| Fulvio Stefanini          | Waldemar do Nascimento                                  |
| Sérgio Viotti             | Manuel de Andrade Couto                                 |
| Javier Gomez              | Dr. Hidalgo                                             |
| Lugui Palhares            | Carlão                                                  |
| Débora Nascimento         | Andréia Bijou                                           |
| Carolina Holanda          | Bárbara (jeune)                                         |
| Gilberto Miranda          | Divaldo                                                 |
| Isabela Lobato            | Heloísa                                                 |
| Bia Mussi                 | Janete                                                  |
| Tathiane Manzan           | Ruth                                                    |
| Edmo Luis                 | Gavião Sereno                                           |
| Zé Luiz Perez             | Zé da Preguiça                                          |
| Raphael Martinez          | Elvis                                                   |
| Gottsha                   | Eunice/Diva                                             |
| Sylvia Massari            | Graça Lagoa                                             |
| Fafy Siqueira             | Madame Amora                                            |
| Thaís de Campos           | Claudine Bel-Lac                                        |
| Natasha Stransky          | Bijouzinha                                              |
| Bernardo Mesquita         | Adalberto (jeune)                                       |
| Rafaela Victor            | Míriam Lisboa                                           |
| Raphael Rodrigues         | Brucely                                                 |
| Matheus Costa             | Leone Alves Negroponte                                  |
| Luana Dandara             | Manu (Manuela de Andrade Correia)                       |
| André Luiz Frambach       | Juvenaldo Ferreira                                      |
| Tarcísio Meira            | Hermógenes Rangel                                       |
| Michel Joelsas            | Fernandinho                                             |
| Bia Seidl                 | Gabriela Fonseca do Nascimento                          |
| Carlos Vereza             | Helmut Erdann                                           |
| Selma Egrei               | Beth Gomes                                              |
| Guilherme Gorski          | Duda (Eduardo Monteiro)                                 |
| Paola Crosara             | Rebeca Lisboa                                           |
| Gabriel Sequeira          | Renato Fonseca do Nascimento Ferreira                   |
| Lucas Barros              | Dorginho (Dorgival Correia Júnior)                      |
| Ana Karolina Lannes       | Sofia Alves Negroponte                                  |